# Heidy Purga
Pour les articles homonymes, voir Purga (homonymie).
Heidy Purga, née le 18 mars 1975 à Tartu (Estonie) est une présentatrice de radio et de télévision, réalisatrice de télévision, journaliste et personnalité politique estonienne, membre du Parti de la réforme (ERE).
Depuis avril 2023, elle est ministre de la Culture dans les gouvernements de Kaja Kallas puis de Kristen Michal.

## Biographie

### Formation
De 1994 à 1996, elle étudie la mise en scène de théâtre à l'Université de Tallinn. En 2002, elle est diplômée de l'Université internationale Concordia d'Estonie en médias électroniques.

### Carrière professionnelle
Elle est présentatrice, productrice et rédactrice de plusieurs chaînes de télévision et de radio. De 2008 à 2015, elle est productrice du concours de chansons Eesti Laul.

### Carrière politique
Heidy Purga est membre de la treizième législature du Riigikogu (et) et de la quatorzième législature du Riigikogu.
Depuis 2014, elle est membre du Parti de la réforme d'Estonie.
Elle est nommée ministre de la Culture dans le troisième cabinet de Kaja Kallas le 17 avril 2023,,.